# Cătălina Gheorghiţoaiaová
Cătălina Gheorghiţoaiaová (* 19. června 1975 Brašov, Rumunsko) je bývalá rumunská sportovní šermířka, která se specializovala na šerm šavlí. Rumunsko reprezentovala v prvním desetiletí jednadvacátého století. Na olympijských hrách startovala v roce 2004 v soutěži jednotlivkyň, kde se probojovala do semifinále a obsadila čtvrté místo. V roce 2004 obsadila třetí místo na mistrovství Evropy v soutěži jednotlivkyň. S rumunským družstvem šavlistek vybojovala v roce 2001 druhé místo na mistrovství světa a v roce 2004 vybojovala s družstvem druhé místo na mistrovství Evropy.